# St. Peter (Heppenheim)

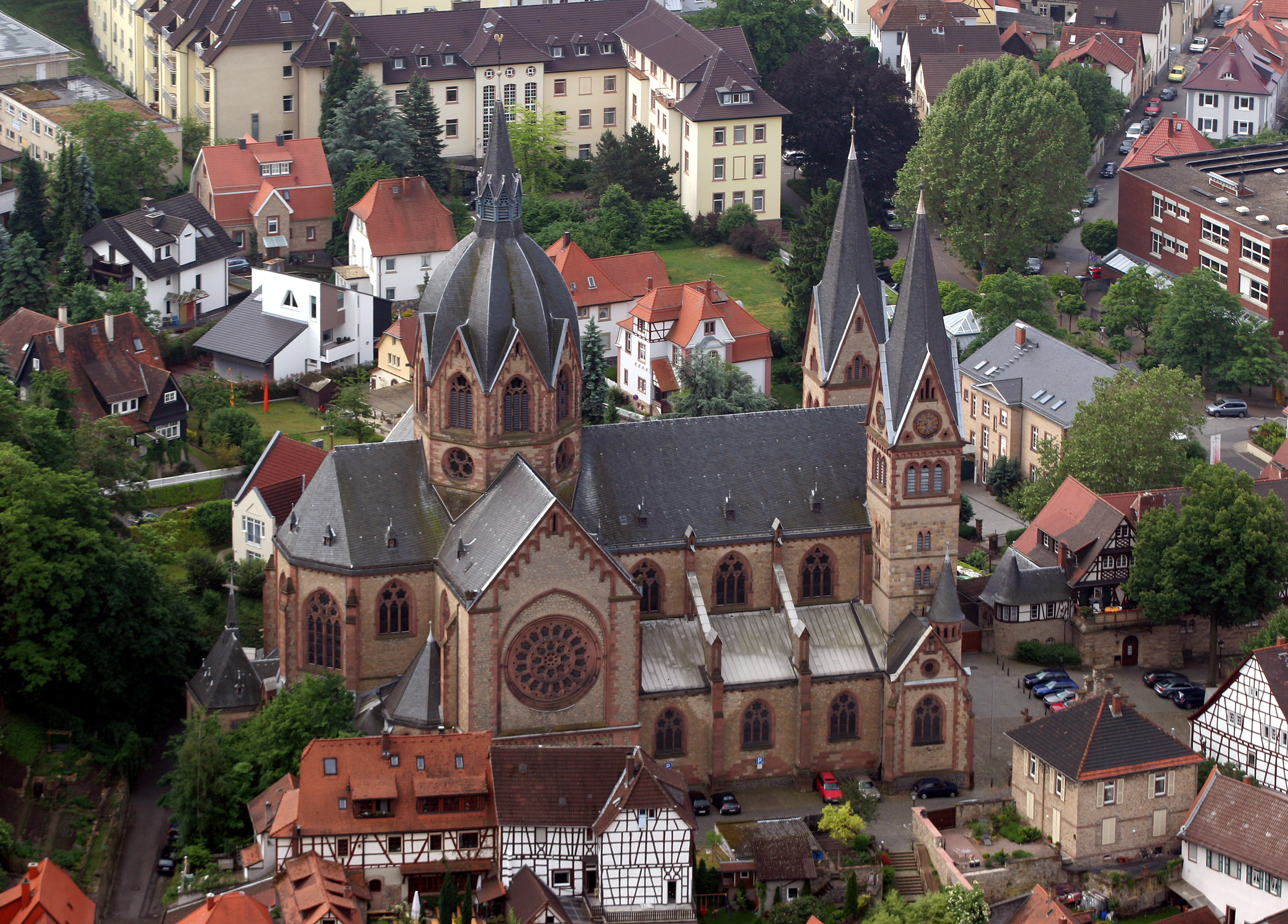
Pfarrkirche St. Peter, genannt Dom der Bergstraße

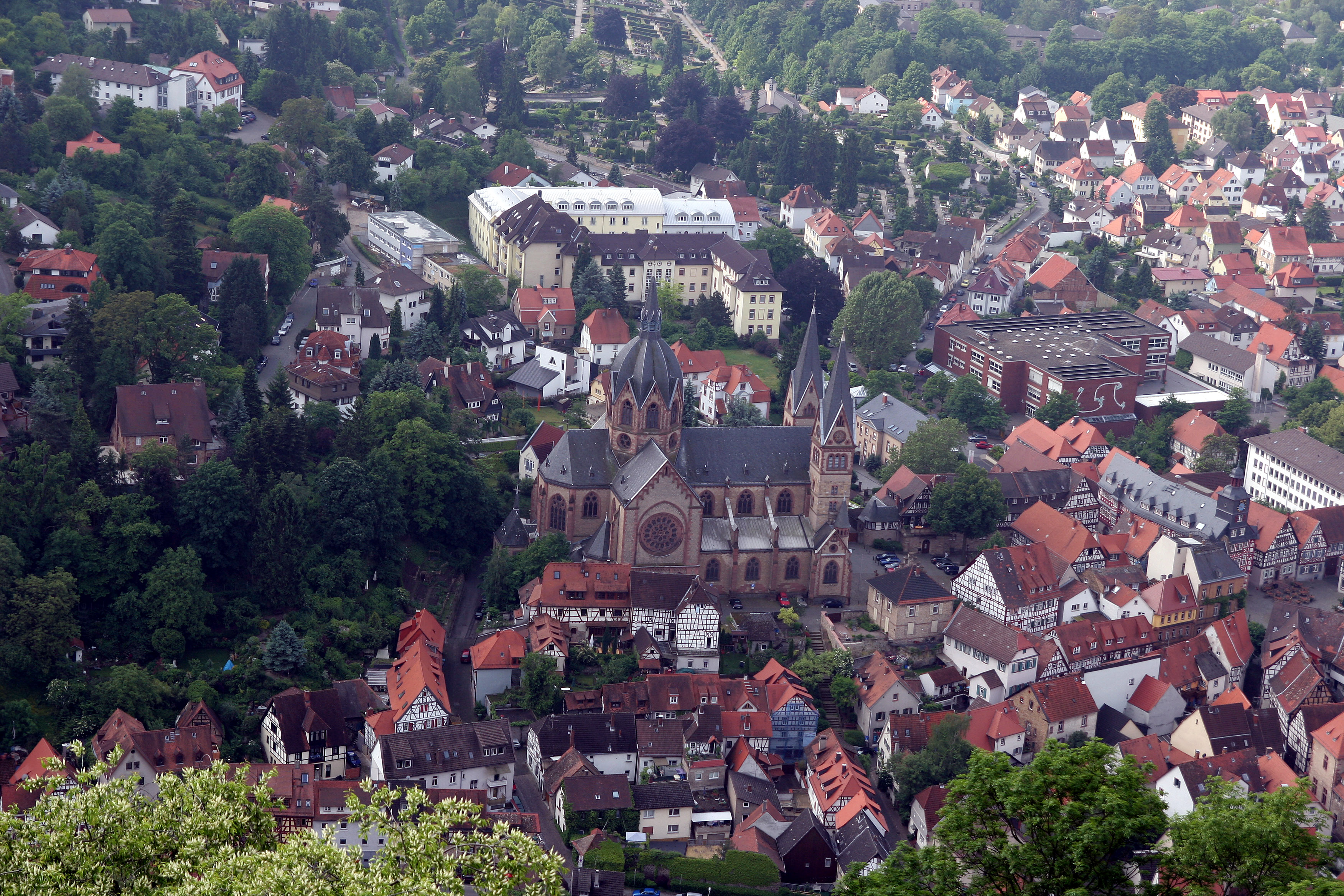
Kirche in der Heppenheimer Altstadt

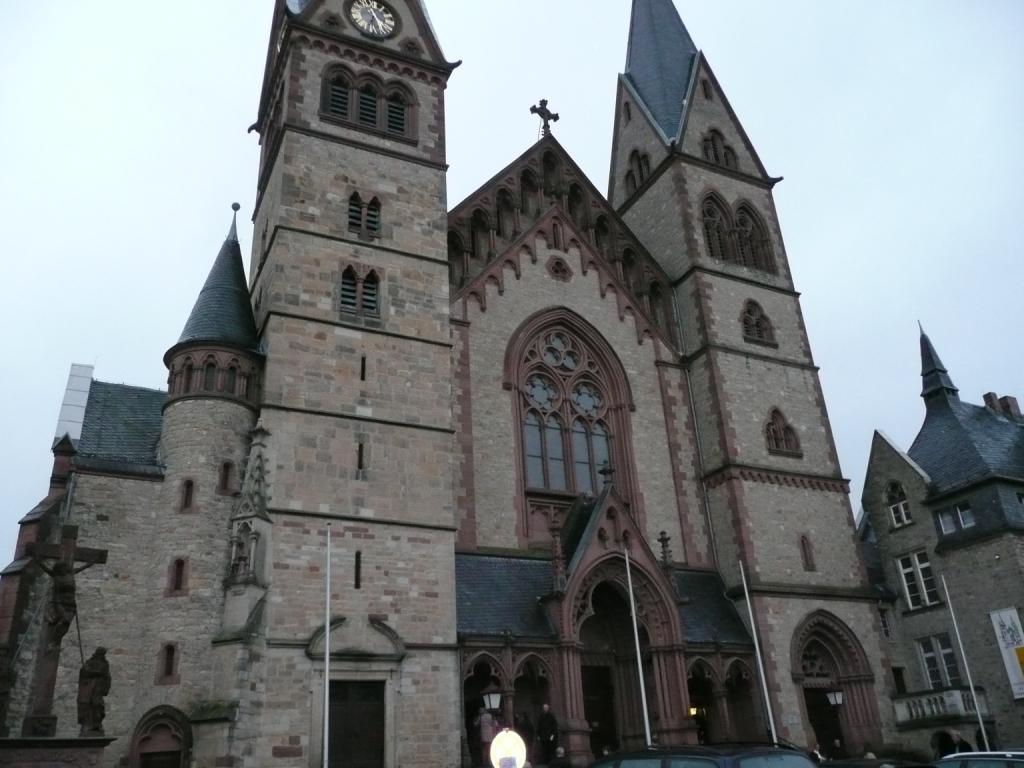
Portal der Pfarrkirche St. Peter

Die römisch-katholische Pfarrkirche St. Peter in Heppenheim (Bergstraße) ist ein unter Denkmalschutz stehendes Kulturdenkmal. Die Kirche wird vor allem wegen ihrer Ausmaße im Volksmund auch Dom der Bergstraße genannt.

## Baugeschichte
Die Pfarrkirche St. Peter wurde im Wesentlichen von 1900 bis 1904 erbaut. Am 1. August 1904 weihte der Mainzer Bischof Georg Heinrich Maria Kirstein die Kirche dem Heiligen Petrus.
Die Ursprünge des Gotteshauses sind jedoch erheblich älter. Ein Vorläuferbau ist für das Jahr 755 belegt, der vermutlich Teil einer um 700 von den Franken erbauten Fluchtburg war, die bis zum heutigen Großen Markt reichte. Über das Aussehen dieses Sakralbaus ist nichts bekannt. Von 773 bis 1232 unterstand er der Fürstabtei des Klosters Lorsch. In dieser Zeit wurden verschiedene bauliche Änderungen durchgeführt. Die beiden Untergeschosse des Nordturms stammen aus der Zeit um 1100. Als ein Überbleibsel (Spolie) aus der romanischen Epoche ist ein dreiseitig bearbeitetes Schildkapitell der Untersakristei zu sehen. Eine aus Kalkstein gefertigte Skulptur der Mutter Gottes im nördlichen Querschiff stammt aus dem späten 13. Jahrhundert. Bis 1929 stand sie noch auf einer Konsole der Ostwand des Pfarrhauses. Bis in das 15. Jahrhundert hinein fanden erhebliche Bauarbeiten zur Erweiterung der Kirche statt.
1693 wurde das Gebäude vermutlich durch den Einfall der Franzosen stark beschädigt. 1698 begannen daher erneut umfangreiche Bauaktivitäten an der Kirche. Turm und Chor blieben unverändert, aber nach Westen wurde ein Langhaus errichtet. Die drei Kirchenschiffe bekamen auf je vier Pfeilern stehende Kreuzgratgewölbe, des Weiteren wurden Emporen eingebaut. Bei einer durch einen Brand notwendig gewordenen Dacherneuerung 1732 wurden sechs Walmdach-Zwerchhäuser in das Dach integriert.
1884 wurde ein Neubau der Kirche beschlossen. Der eigens für dieses Vorhaben gegründete Kirchenbauverein beauftragte 1885 den späteren Mainzer Dombaumeister Ludwig Becker mit der Planung des neuen Gotteshauses. 1886 legte er seine Pläne vor, die eine dreischiffige Basilika mit Querschiff, eine Krypta und einen monumentalen Westturm im neogotischen Stil vorsah. 1900 wurde dann mit dem Bau begonnen. Becker musste seine Pläne erheblich ändern, da der mittelalterliche Turm erhalten werden sollte. 1901 erfolgte schließlich die Grundsteinlegung. Der zum Bau verwendete gelbe Sandstein stammte zum Teil aus dem Vorgängerbau. Der rote Sandstein kam vermutlich aus der Pfalz.
Für die Gottesdienste während der Bauzeit wurde eine eigene Notkirche errichtet.

## Maße
- Lichte Länge: 50,85 Meter
- Lichte Breite des Querhauses: 33 Meter
- Lichte Breite des Längshauses: 28 Meter
- Tiefe des Chors: 11,80 Meter
- Tiefe der Seitenchöre: 5,12 Meter
- Innere Höhe des Mittelschiffs: 18,30 Meter
- Innere Höhe der Seitenschiffe: 8,90 Meter
- Innere Höhe unter der Vierung: 21,31 Meter
- Äußere Höhe der Kuppel: 60,40 Meter
- Äußere Höhe der Türme: 49,50 Meter

## Orgel

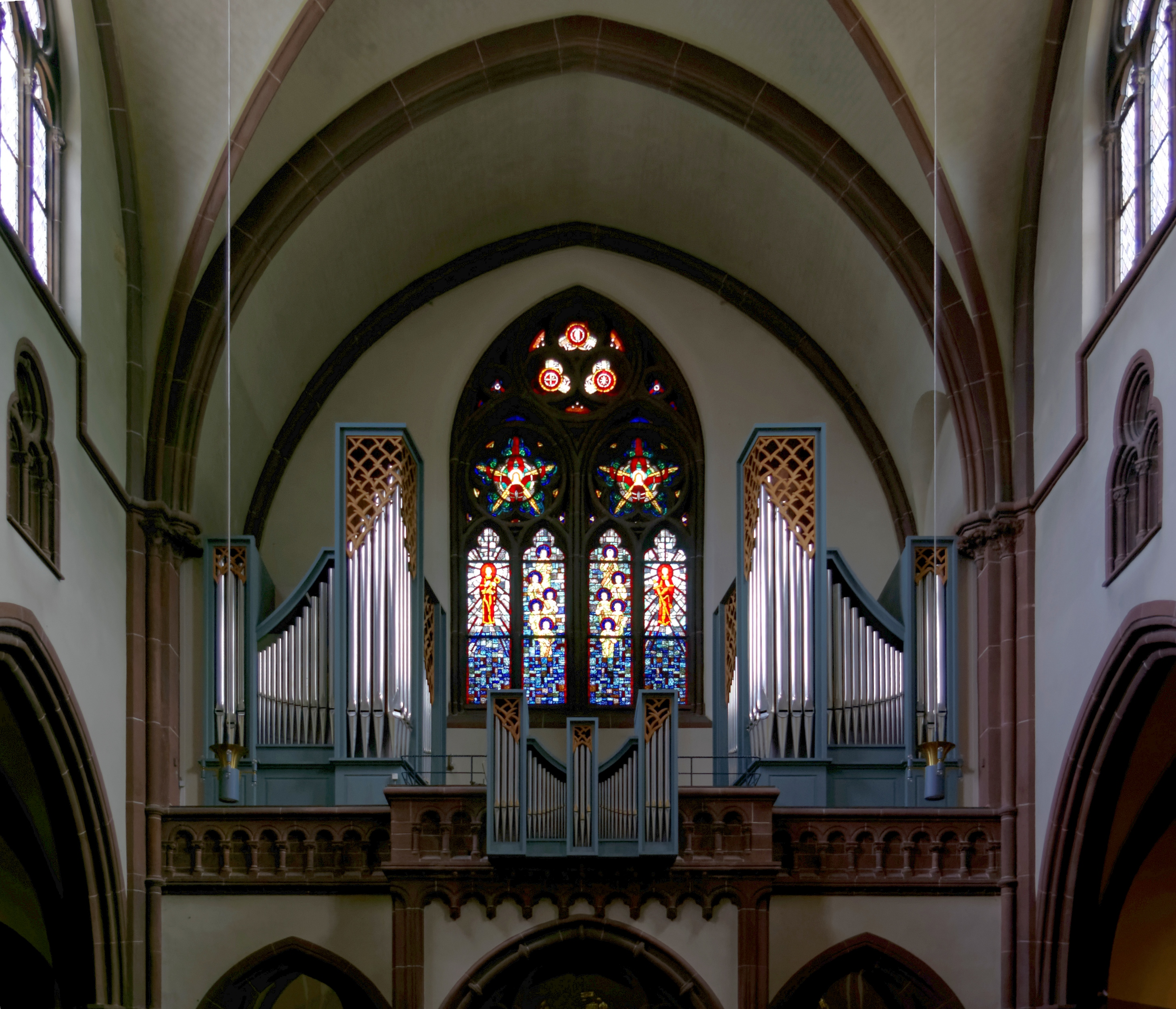
Blick auf die Orgel

Die erste Orgel von St. Peter war ein kleines Instrument, das im Jahr 1900 von dem Orgelbaumeister Voigt für die Notkirche gebaut wurde, die nach Abriss der alten Kirche als Gottesdienstraum zur Verfügung stand. Dieses Instrument wurde 1904 in der neuen Kirche aufgestellt. Pläne für den Bau einer großen Orgel durch die Bonner Orgelbauwerkstatt Klais konnten vor dem Ersten Weltkrieg nicht mehr ausgeführt werden. Im Zuge der 1200-Jahr-Feier erbaute die Orgelbauwerkstatt Kemper in Lübeck eine neue Orgel. Dieses Instrument wurde 1996 abgebaut und durch einen Neubau des Orgelbaumeisters Heinz Wilbrand ersetzt. Die Schleifladenorgel hat 43 Register auf drei Manualen und Pedal. Die Spiel- und Registertrakturen sind mechanisch.
| I Rückpositiv C–g3 |        |
| Holzgedeckt        | 08'    |
| Quintade           | 08'    |
| Principal          | 04'    |
| Rohrflöte          | 04'    |
| Waldflöte          | 02'    |
| Quinte             | 01 ⁄3' |
| Sesquialter III    | 02 ⁄3' |
| Scharff III-IV     | 02⁄3'  |
| Krummhorn          | 08'    |
| Tremulant          |        |

| II Hauptwerk C–g3 |        |
| Prinzipal         | 16'    |
| Prinzipal         | 08'    |
| Bordun            | 08'    |
| Holzflöte         | 08'    |
| Oktave            | 04'    |
| Spitzflöte        | 04'    |
| Quinte            | 02 ⁄3' |
| Doublette         | 02'    |
| Mixtur III-IV     | 02'    |
| Zimbel II         | 01⁄2'  |
| Trompete          | 08'    |

| III Schwellwerk C–g3 |         |
| Prinzipal            | 08'     |
| Rohrflöte            | 08'     |
| Salicional           | 08'     |
| Unda Maris (ab c0)   | 08'     |
| Prinzipal            | 04'     |
| Spillpfeife          | 04'     |
| Nasard               | 02 ⁄3'  |
| Blockflöte           | 02'     |
| Terz                 | 01 3⁄5' |
| Mixtur III           | 01 ⁄3'  |
| Bombarde             | 16'     |
| Trompette Harmonique | 08'     |
| Oboe                 | 08'     |
| Clairon              | 04'     |
| Tremulant            |         |

| Pedalwerk C–f1 |         |
| Principalbaß   | 16'     |
| Subbaß         | 16'     |
| Quintbaß       | 10 2⁄3' |
| Holzoktave     | 08'     |
| Rohrflöte      | 08'     |
| Prinzipal      | 04'     |
| Gedecktflöte   | 04'     |
| Posaune        | 16'     |
| Trompete       | 08'     |

- Koppeln: I/II, III/II, I/P, II/P, III/P

## Glocken
Nach einer Aufstellung von 1785 hingen im Turm der Mutterkirche vier Glocken (28, 18, 12 Zentner und 750 Pfund) sowie die älteste Glocke, das „Silberne Glöckchen“, das von der Starkenburg gekommen war.
Von einem besonderen Ereignis berichtete die Zeitung im März 1904: Brauereidirektor Georg Neff aus Heidenheim an der Brenz, ein gebürtiger Heppenheimer, und dessen Ehefrau Anna stifteten eine große Glocke, die Annaglocke. Am 6. März kam die 70 Zentner schwere Glocke aus Hemelingen bei Bremen, wo sie von der Glockengießerei Otto gegossen worden war, in Heppenheim an. Von acht Pferden gezogen, wurde sie vom Bahnhof zur Kirche geleitet und dort von Dr. Engelhardt geweiht, der mittlerweile Generalvikar geworden war. Die Annaglocke war ein ausgezeichnetes Werk des Glockengießers, wie verschiedene Gutachten beweisen; erwähnt seien die Gutachten des Sachverständigen der Diözese Mainz, Pfarrer Vogt, aus dem Jahr 1904 und das Gutachten des Glockengießers Franz Schilling aus Apolda von 1942. Die neue Glocke erhielt ihren Platz im neuen Turm, während man die alten Glocken schon einige Wochen vorher wieder im alten Turm aufgehängt hatte.
1951 erhielt die Pfarrkirche St. Peter ein aus Spenden der Gemeindemitglieder mitfinanziertes neues Geläut von der Glockengießerei Schilling in Heidelberg, die Josephs-, die Marien- und die Martinusglocke.